# モテる男のコロし方
『モテる男のコロし方』（原題：John Tucker Must Die）は、アメリカ合衆国の映画。

## あらすじ
高校のバスケットボール部ジョン・タッカーは、男女双方からの人気が高かった。だが、彼は女癖が悪く、三股もかけていた。
そのことに気付いたジョンの恋人たちは、一致団結して彼に復讐してやろうと行動を起こした。その一環として彼女たちは地味な存在のケイトに色仕掛けをして陥れようとするも、ジョンはケイトに本気で惚れてしまった。

## キャスト
| 役名                   | 俳優                   | 日本語吹替 |
| ---------------------- | ---------------------- | ---------- |
| ジョン・タッカー       | ジェシー・メトカーフ   | 川島得愛   |
| ケイト・スペンサー     | ブリタニー・スノウ     | 園崎未恵   |
| ヘザー・モンゴメリー   | アシャンティ           | 小松由佳   |
| ベス・マッキンタイア   | ソフィア・ブッシュ     | 小島幸子   |
| キャリー・シェーファー | アリエル・ケベル       | 佐藤あかり |
| スコット・タッカー     | ペン・バッジリー       | 森川智之   |
| トミー                 | ファッツォ＝ファサーノ | 遠藤純一   |
| ロリ                   | ジェニー・マッカーシー | 田中敦子   |
| バスケのコーチ         | ケヴィン・マクナルティ |            |
| ジャスティン           | テイラー・キッチュ     |            |
| ジル                   | ミーガン・オリー       |            |
| パーティーの男         | グレッグ・サイプス     |            |

- その他の日本語吹き替え：滝沢ロコ／小暮英麻／世古陽丸／大坂史子／姫野惠二／勝田晶子／根本圭子／浅野真澄／小伏伸之／朝倉栄介／渡辺浩司／根津貴行